# Трубка течії

Елементарна трубка течії (рос. элементарная трубка течения (тока); англ. elementary fluid (flux, stream) tube; нім. Stromröhre n pl) — поверхня, утворена системою ліній течії, проведених через усі точки простого замкненого контуру,  що обмежує нескінченно малу площину, виділену в середині потоку і ортогональну до напряму руху рідини.